# Trivium
«Trivium» («укр. Трівіум») — метал-гурт з Орландо, Флориди. Сформувався 2000-го року. Через три роки існування гурт підписав контракт із лейблом Lifeforce Records, який видав синґл Ember To Inferno. Після цього колектив підписав контракт з Roadrunner Records і випустив Ascendancy. Проте, популярність росла, і наступний синґл The Crusade дістався #25 у американських Billboard 200 та  #7 у Великій Британії. Гурт виходив на одну сцену з різними відомими командами, серед яких Iron Maiden, Black Sabbath, Metallica, Machine Head тощо. Спочатку Trivium позиціонував себе в жанрі металкор(перші два записи Ember To Inferno і Ascendancy.) Проте, згодом розвинувся до більш треш-металевого звуку, (The Crusade).

## Біографія

### Ранні дні
Члени групи вибрали ім'я Trivium, що латинською означає «три шляхи» або «три дороги», тому що їм «подобався спосіб, яким це ім'я показує їхню неупередженість до різних стилів, і підсумовує їхню музичну естетику». Метт починав грати в шоу пошуку талантів, ще в середній школі, де він співав No Leaf Clover гурту Metallica. Бред Льютер звернув увагу на Метта і попросив його попробувати співати в його групі. Він прийшов до Тревіса Сміта і вони грали For Whom The Bell Tolls гурту Metallica разом. Тоді Метт увійшов до гурту. Через пару справ на розгляді суду, Бред Льютер залишив групу і Гіфі став першим вокалістом. Гіфі також виконував Self Esteem від The Offspring на показі талантів вищої школи. Гіфі також був учасником в орландській блек-металевій групі Mindscar, перед тим, як перейшов до Trivium. У 2002, Гіфі отримав Премію Найкращого Метал-гітариста за версією Orlando Metal Awards. Згодом, на початку 2003, Trivium зібралися, щоб записати їх перший високоякісний демо-диск. Після прем'єри демо, німецький лейбл Lifeforce підписав контракт з Trivium для записання дебютного студійного альбому Ember To Inferno.
Після заміни інструментів, які кожний із членів групи грав, Брент Янг рішив грати бас, тоді як Корі Больє став другим гітаристом. У 2004, Паоло Ґреґолетто приєднався як басист групи якраз до турне з Machine Head. Після хороших продажів їх альбому-дебюту, Trivium підписали контракт із Roadrunner Records і почали писати пісні для їх наступного альбому, Ascendancy.

### Ріст популярності
Робота над другим альбомом групи, Ascendancy, була завершена в липні 2004. Він був записаний в Audiohammer і Morrisound студіях в Орландо, Флорида, і був випущений 15 березня 2005 на лейблі Roadrunner. Група зробила велике турне в підтримку альбому. Виступали разом з такими відомими групами як: Machine Head, Iced Earth, Killswitch Engage та Fear Factory. «Що классно в турне, це те що кожна ніч - гулянка», каже Гіфі «не завдяки тому, що всі п'ють алкоголь, а тому що люди добре розуміються. Енергія від фанів вражає.» Їх концертний тур також включив у себе американське турне Roadrage 2005, зібравши такі групи, як: The Agony Scene, Still Remains та 3 Inches of Blood. Група також мала 13 виступів на 2005 Roadrage влітку у Великій Британії. Trivium також виступали на головній сцені Download Festival 2005.
Протягом липня і серпня 2005, Trivium з'явилися в Ozzfest, граючи другу стадію пліч-о-пліч з групами як As I Lay Dying, Arch Enemy, Killswitch Engage і Роб Зомбі. Після Ozzfest-а, група поспішила назад до Великої Британії для турне з All That Remains і It Dies Today. Вони пізніше грали в Японії з Arch Enemy, а потім подорожували в Сполучених Штатах і Канаді для головного турне підтримки з Children Of Bodom і Amon Amarth. На початку 2006, Trivium були головною підтримкою шведської групи In Flames в північно-американському турне, разом з DevilDriver і Zao.
У 2006 Trivium записали кавер «Master Of Puppets» для Kerrang! Remastered — трибут альбом до Master Of Puppets від Metallica. Також у цьому альбомі з'являються — Machine Head, Mendeed, Bullet For My Valentine, Fightstar, Chimaira, Mastodont, і Funeral For A Friend. Це було випущене виключно в Kerrang! журналі, що був випущений 5 квітня 2006.

### The Crusade
Trivium почали запис нового альбому в квітні 2006, зразу після того, як вони 2006 озаглавлюючи подорожують в «The Crusade III: Ascend Above the Ashes» з God Forbid. Гурт грав на головній сцені Download Festival-а в 2006, разом з Korn та Metallica.
The Crusade був зміною їхнього музичного стилю. Більшість лірики співалися, на відміну попереднім двом альбомам, де більшість вокалів кричались. У інтерв'ю з Blabbermouth, Гіфі говорить:

«Якщо хто-небудь дивується чому крик пропав, це тому що чотири з нас ніколи не були в групах, які кричать і, нам не подобається будь-яка з поточних груп, які кричать, так що ми запитали себе, чому ми робимо це. Єдина причина чому я почав кричати в першому чергу є, тому що я погано співав і хотів бути першим вокалістом групи. У цей час я хотів бути найкращим співаком, тому що це — те, що ми хотіли чути, так що ми зупинили крик і зробили багато вокального навчання і вокальну роботу. Я думаю, що кожен буде дійсно щасливий з цим а ті, які ні, можуть йти слухати будь-яку з тих дешевих груп, з яких всі роблять те ж саме. Я маю на увазі цитату „еволюціонуйтесь або пропадіть“ і ми еволюціонувались.»

Альбом був розміщений на #172 в британських рок чартах і мав дебют в британських альбомних чартах на #7. Альбом був в американських Billboard чартах на #25. Альбом бачив використання 7-струнних гітар на ряду пісень, зокрема треки This World Can't Tear Us Apart, And Sadness Will Sear, Becoming The Dragon, Contempt Breeds Contamination і треком заголовка альбому. Стиль групи був описаний, як повернення до класичного треш-металевого звуку груп як, наприклад, Metallica, Testament, і Megadeth. Альбом отримав загалом позитивні огляди від критиків. Metal Hammer проголосував альбом на #9 найкращих альбомів 2006, а також за сам гурт Trivium як найкращу «живу» команду в Metal Hammer's Golden Gods Awards.

## Дискографія

### Студійні альбоми
- Ember to Inferno (2003)
- Ascendancy (2005) (альбом розійшовся накладом більш ніж 200 тис. платівок)
- The Crusade(2006)
- Shogun (2008)
- In Waves (2011)
- Vengeance Falls (2013)
- Silence in the Snow (2015)
- The Sin and the Sentence (2017)
- What the Dead Man Say (2020)
- In The Court Of The Dragon (2021)

### Міні-альбоми
- Trivium EP (2003)

## Склад гурту

### Учасники
- Метт Гіфі — вокал, гітара
- Корі Больє — гітара, бек-вокал
- Паоло Ґреґолетто — бас-гітара, бек-вокал
- Алекс Бент — ударні

### Колишні учасники
- Брент Янґ — бас-гітара
- Бред Лютер — вокал
- Джеред Бонапарте — бас-гітара
- Мет Шулер — гітара
- Нік Августо — ударні